# Sabine (rivière, Nouvelle-Zélande)
Pour les articles homonymes, voir Sabine.
La rivière Sabine  (en anglais : Sabine River) est un cours d'eau de la région de Nelson dans l'île du Sud de la Nouvelle-Zélande.

## Géographie
Elle est située dans le parc national des lacs Nelson.
Il y a deux branches pour la rivière Sabine :
- la branche ‘Est' de la rivière Sabine, qui draine le lac Constance (en)
- la branche ‘Ouest' de la rivière Sabine, qui draine le lac Bleu (en).

Les deux branches se rejoignent à “Sabine Fork”, et s'écoulent dans le lac de  Rotoroa (en). En dehors de la partie supérieure du cours, qui est couverte avec des forêts de hêtres natifs, ce n'est pas une rivière navigable du fait des cascades rocheuses présentes sur pratiquement toute sa longueur.
Un chemin de randonnée court le long des berges de la rivière, et forme la branche Ouest du « Travers-Sabine tramping circuit ». Cette route part initialement de Saint Arnaud à l'extrémité nord du lac Rotoiti (en). Elle suit le cours de la rivière  Travers, va sur le col subalpin de Travers situé à (1 787 mètres) et descend ensuite le long de la branche Est de la vallée de la rivière « Est Sabine » et la vallée de la rivière Sabine jusqu'au lac Rotoroa (en). Un chemin monte aussi vers la branche Ouest de la rivière Sabine vers le lac Bleu (en). Cette route continue à travers le col de “ Waiau Pass”, reliant éventuellement avec le St James Walkway (en) et le col de Lewis Pass (en).
Trois refuges de randonnée sont situés dans la vallée de la rivière Sabine : ‘Sabine Hut' (sur les berges du lac Rotoroa, près de l'embouchure de la rivière Sabine); ‘West Sabine Hut' (près de  ‘Sabine Forks'); et la ‘cabane du lac Bleue'.

## Écologie
Il y a une grande diversité de flore et oiseaux dans la vallée de la rivière Sabine.